# Odeon Leicester Square

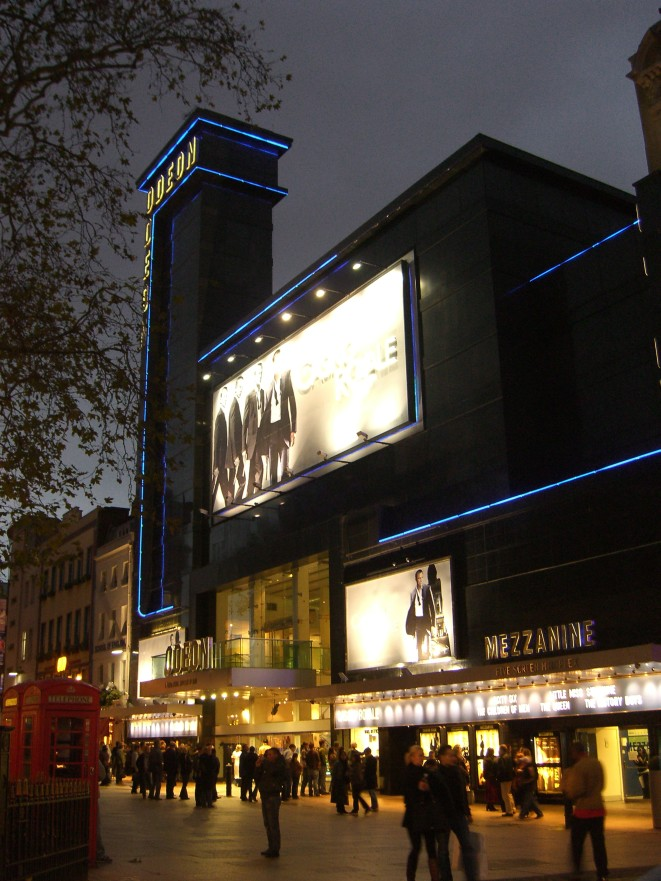
Odeon Leicester Square em 2006.

O Odeon Leicester Square é um cinema que ocupa o centro do lado leste da Praça Leicester, em Londres, dominando a praça com a sua enorme fachada de granito preto e sua torre de 37 metros de altura. Luzes de néon azul esboçam o exterior do edifício à noite. Foi construído para ser o centro da rede de cinema Odeon Cinema Circuit, de Oscar Deutsch. Hospedou inúmeras estreias de filmes internacionais, e conta com o Royal Film Performance, um evento de caridade que é patrocinado por membros da família real britânica.